# اچ‌ام‌اس دارشام (ام۲۶۱۹)
اچ‌ام‌اس دارشام (ام۲۶۱۹) (به انگلیسی: HMS Darsham (M2619)) یک کشتی بود که طول آن ۱۰۰ فوت (۳۰ متر) بود. این کشتی در سال ۱۹۵۲ ساخته شد.